# Maria José Gomes de Andrade
Maria José Gomes de Andrade (1977) es una botánica, taxónoma, curadora, anatomista vegetal y profesora brasileña.

## Biografía
Posee estudios postdoctorales en el Real Jardín Botánico de Kew, Inglaterra (2012-2013), otro posdoctorado por la Universidad Estadual de Feira de Santana (PNPD / CNPq 2008-2011) y posdoctorado por Conservación Internacional en Brasil (2007-2008). En 2007, obtuvo un doctorado en botánica por la Universidad Estatal de Feira de Santana, la maestría en biología vegetal, supervisada por Marcelo dos Santos Guerra Filho, y defendiendo la tesis: Números cromossômicos de Loranthaceae e Viscaceae ocorrentes no Nordeste brasileiro, por la Universidad Federal de Pernambuco (2002) y la licenciatura completa en Ciencias Biológicas por la misma casa de altos estudios (1999). Desarrolló su nprefeccionamiento a través de una beca de la Coordinación de Perfeccionamiento de Personal de Educación Superior.
Desde 2008, es profesora asistente en la Universidad del Estado de Bahía (UNEB), coordinadora del Programa de Posgrado en Biodiversidad Vegetal, Campus VIII, Paulo Afonso; y es investigadora de la Universidad Estadual de Feira de Santana. Tiene experiencia en genética vegetal, filogenia, citotaxonomía y biología molecular, actuando en sistemática molecular de Eriocaulaceae y Poales, citogenética de Eriocaulaceae, Loranthaceae, Leguminosae y Marantaceae.

## Algunas publicaciones
- BRITO, J. G.; SANTOS, R. S.; MEIRA, P. R. H.; ALVES, L. I. F.; ANDRADE, M.J.G.; RAPINI. A; FÉLIX, L. 2014. Apocynaceae: In: Marhold, K. (ed.) IAPT/IOPB Chromosome Data 17. Taxon 63: 1148-1149

- TROVÓ, M.; ANDRADE, M.J.G.; SANO, P.; RIBEIRO, P. L.; VAN DEN BERG, C. 2013. Molecular Phylogenetics and Biogeography of Neotropical Paepalanthoideae with emphasis on Brazilian Paepalanthus (Eriocaulaceae). Botanical Journal of the Linnean Society (impreso) 171: 225-243

- GIULIETTI, A. M.; ANDRADE, M.J.G.; SCATENA, V. L.; TROVÓ, M.; COAN, A.; SANO, P.; SANTOS, F. A. R.; BORGES, R.L.; VAN DEN BERG, C. 2012. Molecular Phylogeny, Morphology and their Implications for the Taxonomy of Eriocaulaceae. Rodriguesia 63: 001-019

- GIULIETTI, A. M.; HENSOLD, N.; PARRA, L.R.; ANDRADE, M.J.G.; VAN DEN BERG, C.; HARLEY, R. M. 2012. The synonymization of Philodice with Syngonanthus (Eriocaulaceae). Phytotaxa 60: 50-56

- ANDRADE, M.J.G.; GIULIETTI, A. M.; HARLEY, R. M.; VAN DEN BERG, C. 2011. Blastocaulon (Eriocaulaceae), a synonym of Paepalanthus: morphological and molecular evidence. Taxon 60: 178-184 resumen en línea

- ANDRADE, M.J.G.; GIULIETTI, A. M.; RAPINI, A.; QUEIROZ, L. P.; CONCEICAO, A. S.; ALMEIDA, P.R.M.; VAN DEN BERG, C. 2010. A comphreensive phylogenetic analysis of Eriocaulaceae: evidence from nuclear (ITS) and plastid (psba-trnh and trnL-trnF) DNA sequences. Taxon 59 (2): 379-388

- PARRA, L.R.; GIULIETTI, A. M.; ANDRADE, M.J.G.; VAN DEN BERG, C. 2010. Reestablishment and new circumscription of Comanthera (Eriocaulaceae). Taxon 59: 1135-1146

- CONCEICAO, A. S.; QUEIROZ, L. P.; LEWIS, G. P.; ANDRADE, M.J.G.; ALMEIDA, P.R.M.; SCHNADELBACH, A.S.; VAN DEN BERG, C. 2009. Phylogeny of Chamaecrista Moench (Leguminosae-Caesalpinioideae) based on nuclear and chloroplast DNA regions. Taxon 58 (4): 1168-1180

- GIULIETTI, A. M.; ANDRADE, M.J.G.; PARRA, L.R.; VAN DEN BERG, C.; HARLEY, R. M. 2009. (1902) Proposal to conserve the name Syngonanthus against Philodice (Eriocaulaceae). Taxon 58: 1008-1009

- ANDRADE, M.J.G.; GIULIETTI, A. M.; GUERRA, M. 2005. Mitotic karyotype stability and meiotic irregularities in the families Loranthaceae Juss. and Viscaceae Miq. Caryologia (Firenze) 58 (1): 70-77

### Libros
- GIULIETTI, A. M.; RAPINI, A.; ANDRADE, M. J. G.; QUEIROZ, L. P.; SILVA, J. M. C. 2009. Plantas Raras do Brasil. Belo Horizonte: Conservação Internacional do Brasil, 496 pp.

### Capítulos de libros publicados
In Ana Maria Giulietti; Alessandro Rapini; Maria José Gomes de Andrade; Luciano Paganucci de Queiroz, José Maria Cardoso da Silva (orgs.) Plantas Raras do Brasil. Belo HorizonteConservação Internacional do Brasil, 2009
- GIULIETTI, A. M.; ANDRADE, M.J.G. et al. Eriocaulaceae, p. 166-180
- ANDRADE, M.J.G.; CAIRES, C. S.; TUN-GARRIDO, J.; REIF, C.; MELO, E. Loranthaceae, p. 240-242
- CAIRES, C. S.; ANDRADE, M.J.G.; REIF, C.; MELO, E. Santalaceae, p. 364-365
- GIULIETTI, A. M.; CONCEICAO, A. S.; ANDRADE, M.J.G.; RODRIGUES, W. Crysobalanaceae, p. 134-138
- CAMPOS, G. L.; ANDRADE, M.J.G. Lentibulariaceae, p. 238-238
- ANDRADE, M.J.G.; RIBEIRO, P. L. Berberidaceae, p. 95-95
- ANDRADE, M.J.G.; RIBEIRO, P. L. Calyceraceae, p. 127-127
- ANDRADE, M.J.G.; GIULIETTI, A. M. Proteaceae, p. 348-348
- GIULIETTI, A. M.; ANDRADE, M.J.G. Zingiberaceae, p. 416-416
- SOUZA, V.C.; ANDRADE, M.J.G.; GIULIETTI, A. M. Plantaginaceae, p. 324-325
- SOUZA, V.C.; ANDRADE, M.J.G.; GIULIETTI, A. M. Orobanchaceae, p. 310-311
- TROVÓ, M.; ANDRADE, M.J.G.; SMITH, N.; MORI, S. Lecythidaceae, p. 208-211
- RAPINI, A.; ANDRADE, M.J.G.; GIULIETTI, A. M.; QUEIROZ, L.P.; SILVA, J.M.C. Introdução, p. 23-35
- KASECKER, T. P.; SILVA, J.M.C.; RAPINI, A.; RAMOS-NETO, M. B.; ANDRADE, M.J.G.; GIULIETTI, A. M.; QUEIROZ, L.P. Áreas-Chave para Espécies Raras de Fanerógamas, p. 433-471

### En Congresos
- RODRIGUES, R. S.; LOPES, M. E. A.; ANDRADE, M.J.G.; DOURADO, D. A. O. 2014. Número Cromossômico de Algumas Espécies de Mimosa L. (Mimosoideae: Leguminosae) Ocorrentes na Ecorregião Raso da Catarina, Bahía, Brasil. In: XI Congresso Latinoamericano de Botânica, LXV Congresso Nacional de Botânica, XXXIV ERBOT -Encontro Regional de Botânicos MG, BA, ES, Salvador

- ANDRADE, M.J.G. 2012. Genética e filogenia de Eriocaulaceae e Xyridaceae. In: 63.º Congresso Nacional de Botânica - Botânica Frente às Mudanças Globais, Joinville
- ANDRADE, M.J.G. 2011. Filogenia de Espécies de Monocotiledôneas Brasileiras. In: 62.º Congresso Nacional de Botânica Botânica e Desenvolvimento Sustentável, Fortaleza, p. 289-292

In60.º Congresso Nacional de Botânica, Feira de Santana.2009
- ANDRADE, M.J.G.; GIULIETTI, A. M.; VAN DEN BERG, C. Filogenia de Eriocaulaceae e sua contribuição para a taxonomia da família.
- ANDRADE, M.J.G.; SILVA, P. P. A.; GIULIETTI, A. M.; PESSOA FÉLIX, L.; GUERRA, M. Citogenética de Espécies Brasileiras de Eriocaulaceae
- SANTOS, R. S.; ANDRADE, M.J.G.; RAPINI, A. Evolução do número cromossômico de Apocynaceae, com ênfase em Apocynoideae

## Honores

### Premios
- 2013: orientadora del trabajo Citogenética de Chamaecrista da APA Serra Branca premiado en 2º lugar (presentación oral), de la becaria Géssica S. Santos Pibic/CNPq en SEMB10. Universidad del Estado de Bahía
- 2011: orientadora del trabajo Estudo citogenético em 17 espécies de Chamaecrista (Leguminosae) ocorrentes na BA e MG, premiado en 1.er lugar, de la becaria Kamilla Lopes Barreto PIBIC/FAPESB, SEMIC/UEFS, Universidad Estadual de Feira de Santana
- 2010: orientadora del trabajo Citogenética e citotaxonomia do gênero Senna, premiado en 1.er lugar, modalidad de presentación oral, de la becaria Lara Pugliesi de Matos PIBIC/FAPESB, en SEMIC/UEFS, octubre de 2010, Universidad Estadual de Feira de Santana
- 2004: "Apoyo Regular a la Pesquisa - doctorado", Término de otorgamiento 251/04, R$ 9.920,08, Fundación de Amparo a la Pesquisa del Estado da Bahia
- 2002: aprobada con distinguido en maestría, UFPE

### Revisiones de ediciones
- 2009 - actual. Periódico: Sitientibus. Série Ciências Biológicas
- 2011 - actual. Periódico: Novon (Saint Louis, Mo.)
- 2012 - actual. Periódico: Acta Botanica Brasílica (impreso)
- 2013 - actual. Periódico: Acta Amazónica (impreso)
- 2014 - actual. Periódico: Phytotaxa: a rapid international journal for accelerating the publication
- 2014 - actual. Periódico: Revista Ouricuri

### Membresías
- de la Sociedad Botánica del Brasil.[6]

- Botanical Society of America, EE. UU.[4]
- La abreviatura «M.J.G.Andrade» se emplea para indicar a Maria José Gomes de Andrade como autoridad en la descripción y clasificación científica de los vegetales.[7]
- Portal:Biografías. Contenido relacionado con Botánica.
- Portal:Biología. Contenido relacionado con Taxonomía.